# HMS Buckingham (1751)
«Бекінгем» англ. HMS Buckingham — британський військовий 70-гарматний вітрильний лінійний корабель другої половини 18-го століття.

## Історія
Судно замовлено 1745 року, але спущене на воду лише у 1751 році на Дептфордській корабельні. Корабель брав активну участь у Семирічній війні з Францією.

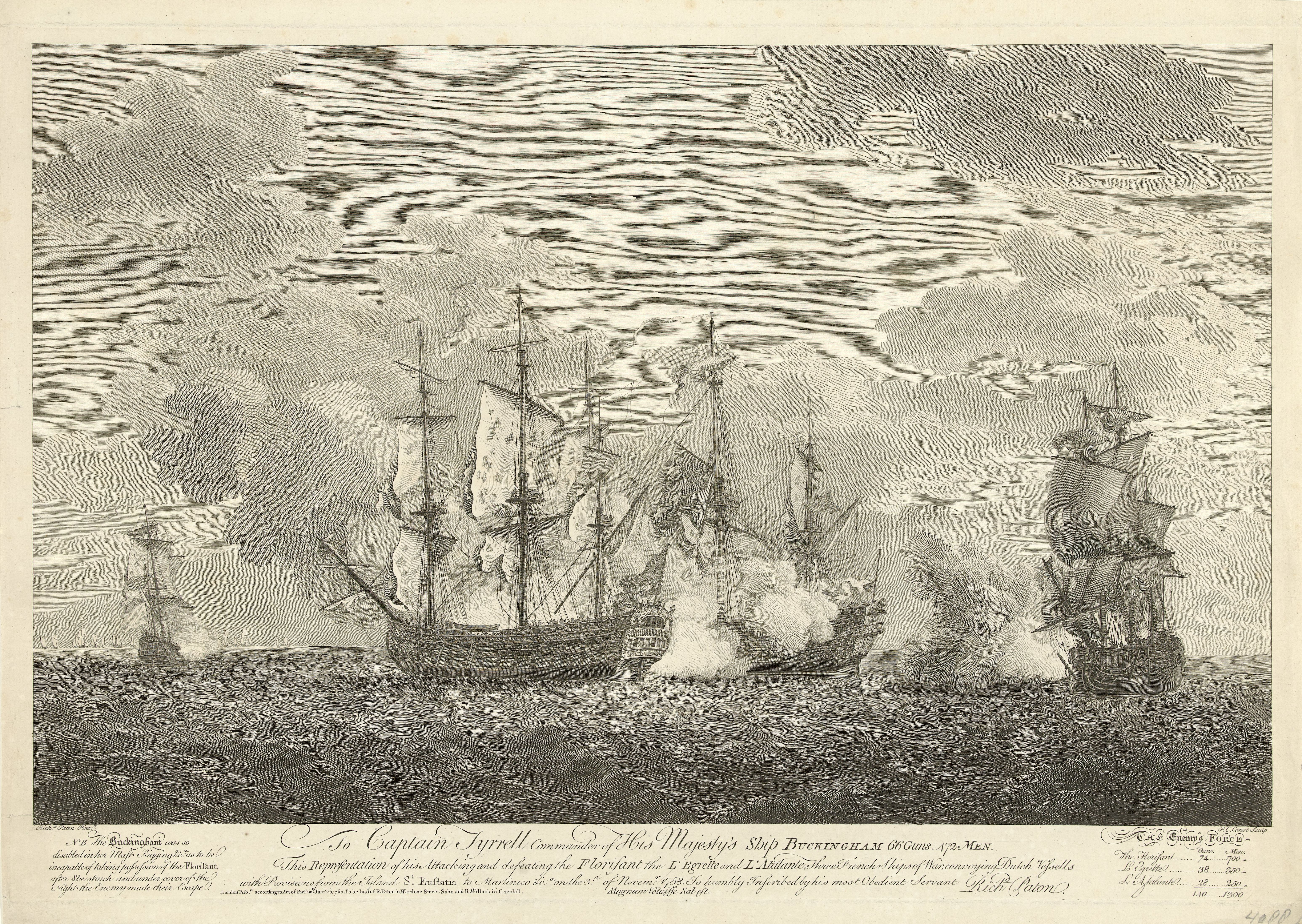
Напад англійського корабля «Бекінгем» на три французькі кораблі поблизу Сінт-Естатіуса, 1758

3 листопада 1758 року біля узбережжя Монтсеррата «Бекінгем» під командуванням Річарда Тірелла разом з HMS Weazel вступили в сутичку з трьома французькими кораблями — 74-гарматним « Флорісантом» та двома фрегатами, що несли 38 і 28 гармат. Бій тривав чотири години. І «Бекінгем», і «Флорісант» зазнали значної шкоди. «Флорісанту» вдалося відірватися від «Бекінгема» і втекти.
У 1771 році «Бекінгем» був переобладнаний на Чатемській корабельні і був перейменований на «HMS Grampus». Його озброєння було зменшено до 30 гармат, а екіпаж — до 320 осіб. 26 грудня 1778 року під керівництвом капітана Джорджа Байрона судно відплило на Ямайку щоб підтримати гарнізон Королівського флоту. У квітні 1779 року командування над судном було передано командиру Томасу Беннету, який вирушив до Ньюфаундленду для збору запасів деревини. Під час зворотного подорожі до Англії судно почало протікати і 11 листопада 1779 року затонуло під час перетину Північної Атлантики.